# Ropalomera distincta
Ropalomera distincta är en tvåvingeart som beskrevs av Prado 1966. Ropalomera distincta ingår i släktet Ropalomera och familjen Ropalomeridae. Inga underarter finns listade i Catalogue of Life.